# Griffon de Pise
Le griffon de Pise est une sculpture qui, jusqu'en 1828, prenait place sur le toit de la cathédrale de Pise, en Italie. 

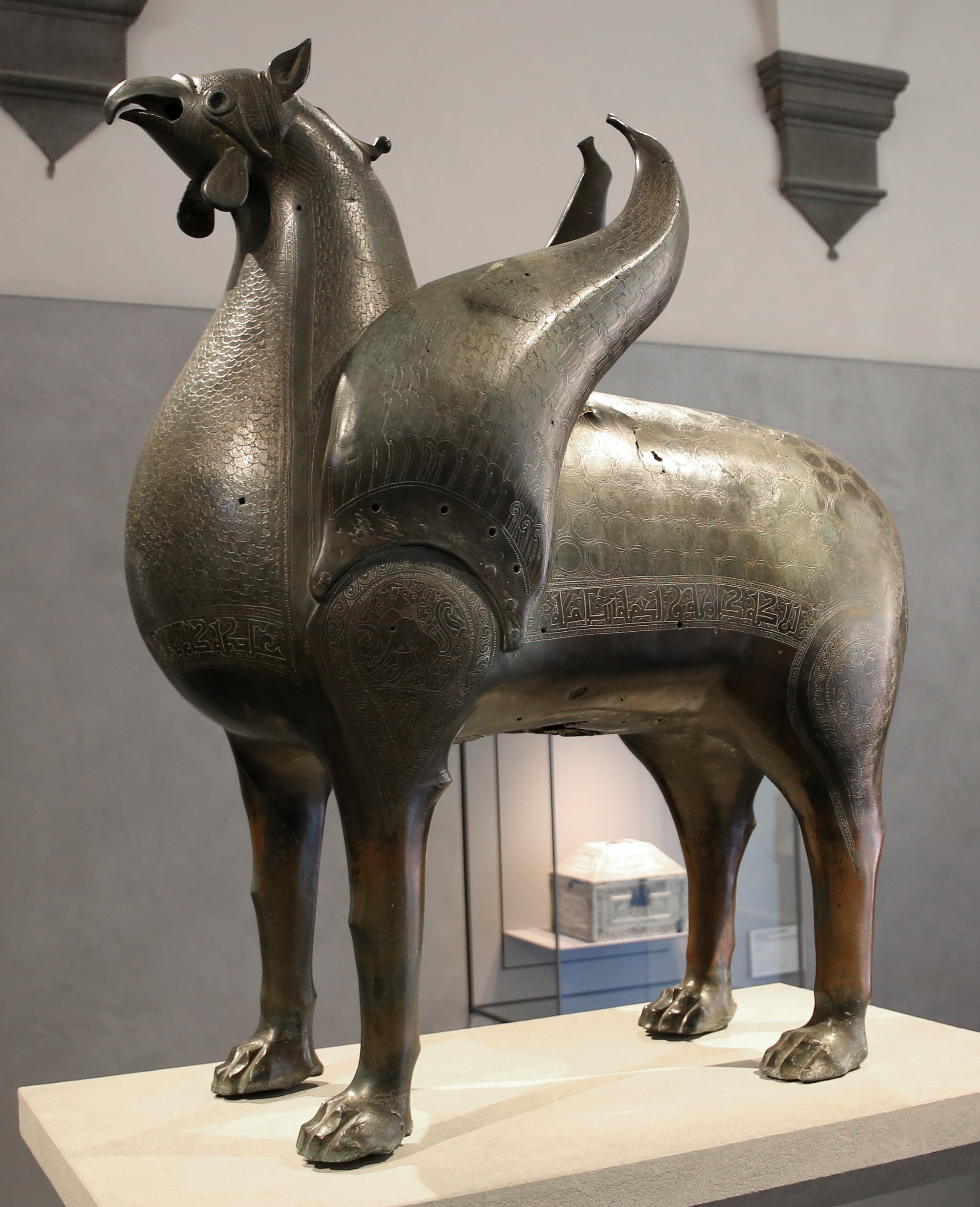
Le Griffon de Pise, produit en Égypte ou en al-Andalus ?,

## Description
Le griffon est actuellement conservé au musée de l’œuvre de la cathédrale. En bronze gravé, il mesure 107 cm de hauteur, pour 87 cm de longueur et 43 cm de largeur. 
Le griffon de Pise pose de nombreuses questions quant au lieu et la date de sa fabrication. Il est probablement d'origine islamique, et peut avoir été fabriqué en Egypte fatimide ou en al-Andalus. 